# مجموعه کیمونو خلیلی
مجموعه کیمونو خلیلی (به انگلیسی: Khalili Collection of Kimono) مجموعه خصوصی از لباس‌های سنتی زنانه ژاپنی به نام کیمونو است که توسط دانشمند، کلکسیونر و نیکوکار انگلیسی-ایرانی ناصر داوود خلیلی جمع‌آوری شده و حاوی بیش از ۴۵۰ مورد است.
این مجموعه یکی از هشت مجموعه‌ای است که توسط خلیلی جمع‌آوری، منتشر و به نمایش درآمده است، هر یک از این مجموعه‌ها در زمینه‌های مربوط به خود از بااهمیت ترین‌ها به حساب می‌آیند. مجموعه کیمونو خلیلی  شامل کیمونوی رسمی ، نیمه رسمی و غیررسمی ساخته شده برای مردان ، زنان و کودکان است ، که تکامل کیمونو را از طریق برش ، دوخت ، مواد و تکنیک های تزئینی از قرن هفدهم تا قرن بیستم نشان می دهد ، این کیمونو ها نشان دهنده دوره ادو ، دوره میجی ، دوره تآیشو و دوره شیوا هستند. کیمونو های موجود در این مجموعه به طور دائمی  در معرض نمایش نیستند و به صورت دوره ی در نمایشگاه مختلف به نمایش در می آیند.برای مثال در موزه های کرملین در مسکو و موزه ویکتوریا و آلبرت در لندن در معرض دید عموم قرار گرفته است.  خلیلی که همچنین صاحب مجموعه ای از هنرهای ژاپنی دوران میجی است ، کیمونو را "یکی از عجایب جهان" توصیف می کند. او مجموعه کیمونو را با هدف جمع آوری و فهرست نویسی آثار فرهنگی جهان که قبلاً به طور جمع آوری نشده بود ، شروع کرد.

## کیمونو

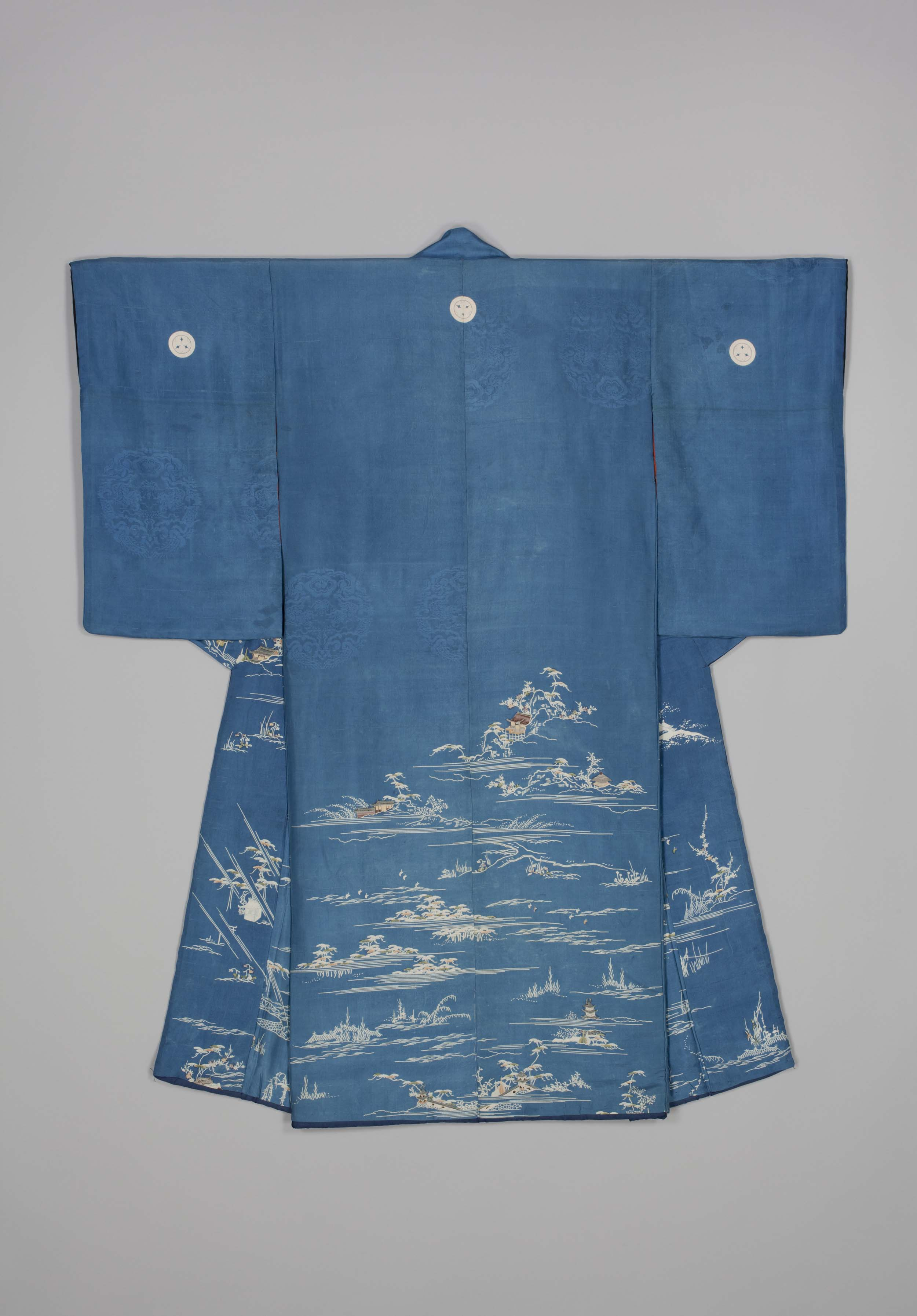
کیمونو برای یک زن (kosode) با طراحی الهام گرفته از هشت دیدگاه ایمی ، 1780–1820 دوره ادو

کیمونو" در لغت ژاپنی به معنای "چیزی است که باید روی شانه ها بپوشید" ،  در اصل به معنای لباس به طور کلی است نه یک لباس خاص.  لباس های مشابه کیمونو برای اولین بار در قرن 7 به ژاپن وارد شد از طریق تعاملات مکرر بین ژاپن چین. مبادله فرستادگان بین دو کشور منجر به پذیرش فرهنگ چینی در دربار شاهنشاهی ژاپن شد، از جمله این فرهنگ ها لباس های کیمونو بود ، از جمله لباسهای جلو بسته با آستین های بلند هم از نوع گردن بسته و هم از نوع گردن باز بود توقف مأموریت های فرستادگان  در دوره هیان منجر به توسعه مستقل تر فرهنگ ژاپن از جمله توسعه بیشتر لباس به لباس کیمونو مانند معروف به کوزوده شد. با گذشت زمان ، کوزود به لباس غالب ژاپن تبدیل شد و از دوره آزوچی-مومویاما به بعد به لباس معروف به کیمونو تبدیل شد. کیمونو از پارچه های بلند و نازکی  معروف به تانمونو ساخته شده است ، که با درزهای مستقیم به هم کوک می شوند ، توسط کمربنده های کوچکی موسوم به کوشیهیمو در کنار هم نگه داشته می شوند و همیشه با کمربند شیار پوشیده می شوند. در حالی که سبک های لباس غربی بر شکل بدن تأکید دارد ، کیمونو دارای یک شکل متمایز است که بیشتر بدن فرد پوشیده و پنهان می کند اما در پشت و در امتداد لبه ، یک منطقه بزرگ برای تزئین با نقوش  فراهم می کند.
اشکال مختلف کیمونو که در مجموعه خلیلی نشان داده می شود شامل  ("آستین تاب دار" ؛ کیمونوی رسمی برای زنان جوان) ، کوسدو ("آستین کوتاه" ؛ اصطلاحی که برای همه انواع لباس های آستین کوتاه قبل از استفاده از کلمه "کیمونو" به کار میرود]  و اوچیکاکه (کیمونوی رسمی خارجی که بدون کمربند پوشیده می شود ، به طور معمول توسط عروس ها در عروسی ها) استفاده میشده است.  

## دوره ادو (1603–1868)

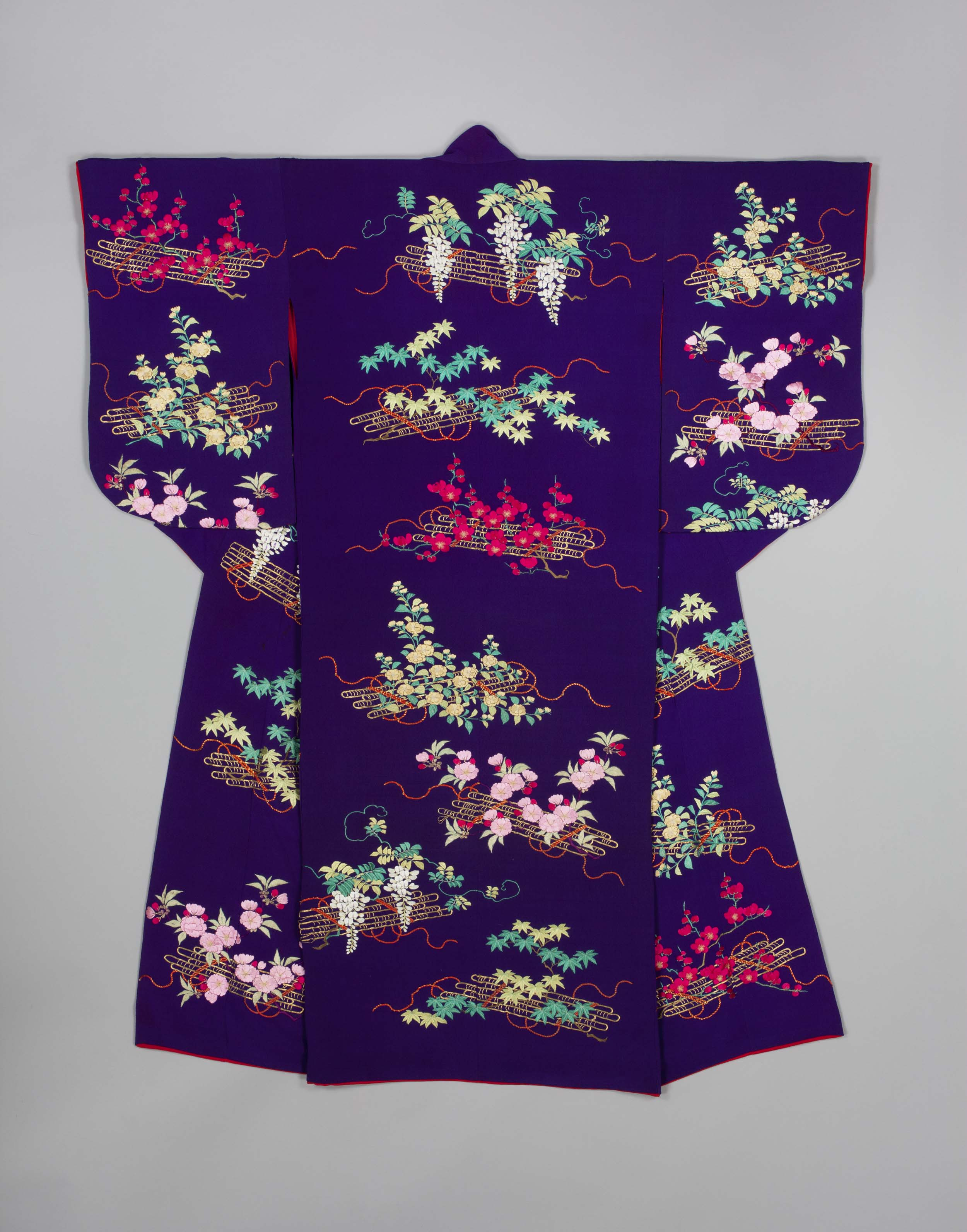
کیمونو برای یک زن (kosode) که گل ها را روی قایق ها نشان می دهد ، 1870-1900 دوره میجی

دوره ادو شاهد افزایش طیف گسترده ای از طرح ها و تکنیک های تزئینی ، به ویژه در مورد کیمونوی طراحی شده برای زنان بود. گرچه مصرف کنندگان اصلی کیمونو در ابتدای دوره ادو ، طبقه نظامی بودند که از آن استفاده می کردند. لباس های فاخر و سایر لباس های مجلل برای نشان دادن جایگاه خود در سلسله مراتب اجتماعی ، ظهور یک طبقه بازرگان ثروتمند تقاضا برای لباس هارا افزایش داده است. که شامل توسعه روشهای پیچیده بافندگی ، رنگرزی و گلدوزی می شود ،  به ویژه طراحی های روشن تر و جسورانه تری در لباس هابرای زنان. در دوره های گذشته ، کیمونو زنانه و مردانه از نظر ظاهری تقریباً شبیه به هم بوده است. گرچه کیمونوی روزمره توسط زنان در خانه بافته و دوخته می شود ، اما مجلل ترین نمونه های کیمونو تولید شده در این دوره زمانی توسط صنعتگران و هنرمندان متخصص و معمولی طراحی و ساخته شده است. مجموعه خلیلی شامل نمونه هایی از کیمونوی رسمی زنان است که به عنوان لباس رسمی توسط زنان سامورایی پوشیده شده است. علی‌رغم روحیات ستیزه جویانه آنها ، کیمونوها با گل ، الگوهای هندسی یا نقوش مانند ابر یا موج نقش بسته اند. با این حال ، برخی از نمونه های مجموعه وضعیت نظامی سامورایی را نشان می دهند ، که به عنوان مثال دیده می شود روی کیمونوی قرمز روشن که با طرفداران جنگ gunbai نشان داده شده است. مردان سامورایی معمولاً با سبک کم رنگ تری لباس می پوشیدند ، که نمونه آن موارد موجود در مجموعه شامل طرح های هندسی متمرکز بر دور کمر است.

## دوره میجی (1868–1912)
دوره میجی با تلاش در جهت غرب گرای و صنعتی سازی همراه بود ، با آغاز این دوره مرزهای ژاپن به جهان در دهه 1860 ، باز شد که با واردات سریع فرهنگ و فناوری های غربی ، از جمله رنگ های مصنوعی ، اولین آنها - مونی - در دهه قبل اختراع شد همراه بود . در این غربگرای تازه  ژاپن همچنین شاهد صادرات فرهنگ ژاپنی به غرب بود ، جایی که کیمونو مورد استقبال قرار گرفت. نقوش غربی.  صنعت نساجی ژاپن به سرعت در برابر فناوری های بافندگی خارجی غربی شد و ابریشم از کارخانه های توکیو صادرات اصلی ژاپن شد. رنگ های مصنوعی ارزان تر در دهه های بعدی به این معنی بود که هر دو رنگ بنفش و قرمز - که قبلاً به نخبگان و  ثروتمند محدود شده بود - اکنون می توانست متعلق به همه باشد ، اگرچه آنها اهمیت نمادین خود را در بازنمایی ثروت و قدرت حفظ کردند.

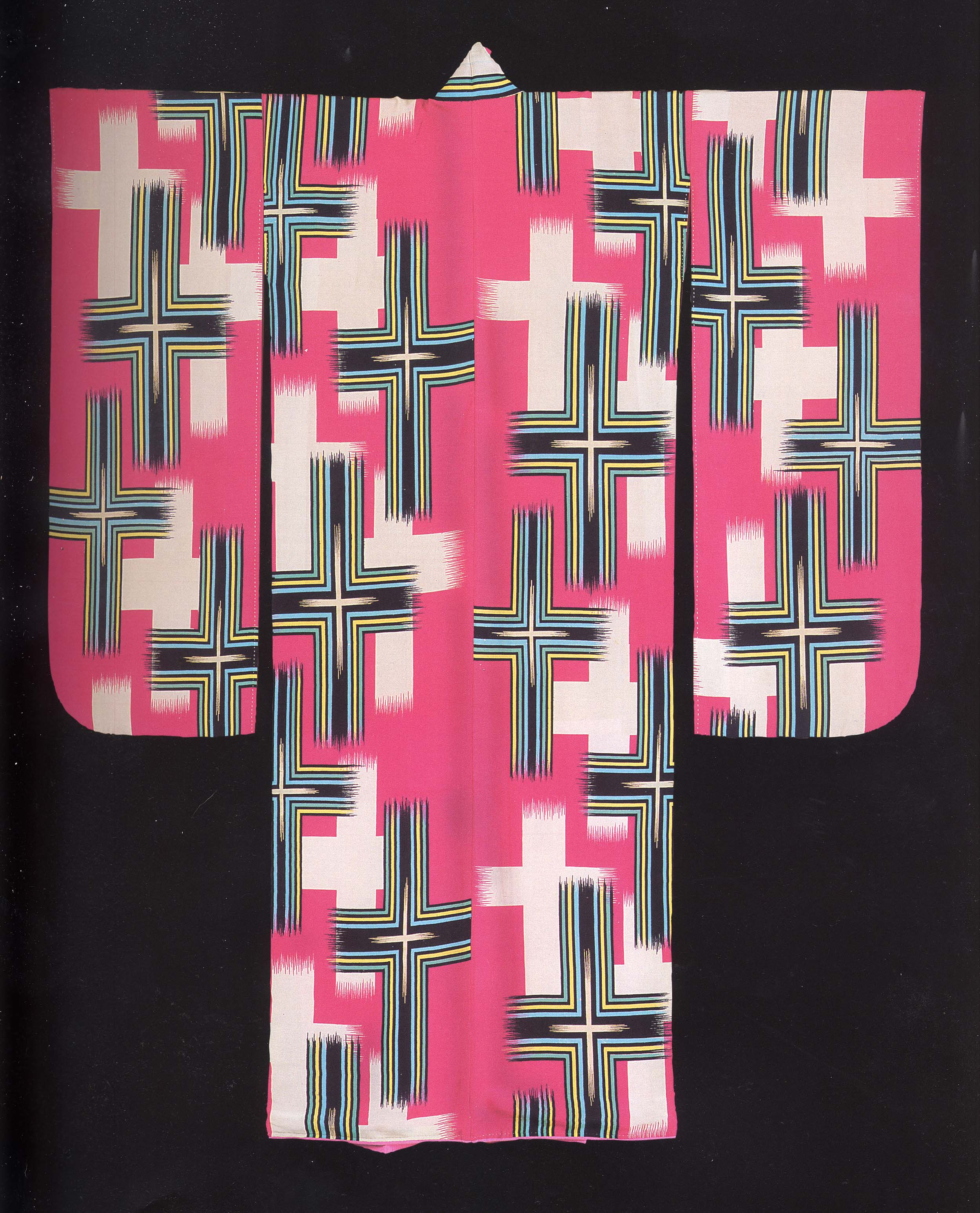
کیمونو برای یک دختر furisode 1920–1940. نمونه ای از الگوهای ایجاد شده توسط چاپ استنسیل دوره تآیشو

در این دوره حتی لباس نوزادان و کودکان خردسال از رنگهای پررنگ ، طرح های پیچیده و مواد مشترک در مدهای بزرگسالان استفاده می کرد. این مجموعه نمونه های بسیاری دارد ، از جمله ست کیمونوی پسرانه و زیر کیمونو ، تزئین شده با درختان کاج ، و یک ست دخترانه که یک لباس بیرونی آبی عمیق و یک زیرپوش قرمز روشن را ترکیب می کند.

## دوره های تآیشوو اوایل شووا (1912–1950)
اوایل قرن بیستم تغییرات جدیدی در تأثیرات فرهنگی ایجاد کرد ، از جمله افزایش ناسیونالیسم ژاپنی در برابر نفوذ غرب  ، با طراحی از آسمان خراش ها ، اتومبیل ها و هواپیماها تصاویر معمول جهان مدرن است. کیمونو این دوره ها با توجه به رنگهای زنده و بسیار متنوع و غالباً فوق العاده مدرن قابل شناسایی است. ، سبک کیمونوی ابریشمی ارزان و بادوام که با نام meisen شناخته می شود ، به ویژه در پی وقوع زلزله ویرانگر بزرگ کانتو در سال 1923 ،  پس از آن کیمونوی  به دلیل از دست دادن دارایی های بسیاری به فروش گسترده رسید. فرهنگ شهری دوره تآیشو (سبک شده به عنوان "Taishō Roman") با "modanizumu" (مدرنیسم) مشخص شد ، که از جنبش های هنری غربی وارد شده و مد به عنوان راهی برای تغییر در فرهنگ ژاپنی استفاده می کرد. در بسیاری از جنبه ها در مورد فرهنگ ژاپن ، بحث در مورد جنبه های سنتی فرهنگ ژاپن در برابر سبک های جدید غربی. برای بسیاری ، طرح های جدید و جسورانه روی کیمونو یک میانه راحت بود که جنبه های هر دو را با هم ترکیب می کرد. سبک هومونگی نیمه رسمی و تزئین شده با رنگ نیز در نمونه هایی از این دوره زمانی در مجموعه نمایش داده شده است این مجموعه همچنین نمونه هایی از کیمونوی معاصر بسیار در خود دارد که منقش به تصاویرو شکل های مدرن حمل و نقل از جمله کشتی های اقیانوس پیما را می باشد. این نمونه ها همچنین شامل کیمونوی با مضمون نظامی مربوط به جنگ جهانی دوم است که تانک ها ، کشتی های جنگی و هواپیماها را به تصویر می کشد.

## کتاب ها
مجموعه کیمونو خلیلی موضوع دو کتاب بوده است. کیمونو: هنر و تکامل مد ژاپن ، ویرایش شده توسط آنا جکسون ، اولین بار در سال 2015 با ترجمه های فرانسوی و ایتالیایی به انگلیسی منتشر شد. این مقاله ، همراه با عکس ، 220 مورد از مجموعه را توصیف می کند ، از جمله مقاله هایی که توضیح می دهند چگونه تکامل کیمونو بازتاب تغییرات سیاسی ، اجتماعی و فرهنگی در ژاپن است. جکسون حافظ بخش آسیا در موزه ویکتوریا و آلبرت است. کتاب دوم : تصاویر فرهنگ: کیمونو ژاپنی 1915–1950 توسط ژاکی اتکینز است که قرار است در سال 2021 منتشر شود.

## جستارها
- مجموعه منسوجات سوئدی خلیلی
- مجموعه هنر ژاپنی خلیلی
- مجموعه اسناد آرامی خلیلی.
- مجموعه آثار فلزکاری های اسپانیایی خلیلی
- مجموعه کیمونو خلیلی
- مجموعه آثار هنرهای اسلامی خلیلی
- مجموعه آثار مینا کاری های جهان خلیلی
- ناصر داوود خلیلی